# DICOM
DICOM (Digital Imaging and Communications in Medicine) — медицинский отраслевой стандарт создания, хранения, передачи и визуализации цифровых медицинских изображений и документов обследованных пациентов.

## DICOM Standard
DICOM опирается на ISO-стандарт OSI, поддерживается основными производителями медицинского оборудования и медицинского программного обеспечения.
Стандарт DICOM разработан Национальной ассоциацией производителей электронного оборудования (National Electrical Manufacturers Association). В рамках стандарта охватываются функции создания, хранения, передачи и печати отдельных кадров изображения, серий кадров, информации о пациенте, исследовании, оборудовании, учреждениях, медицинском персонале, производящем обследование и тому подобной информации.
Стандартом DICOM определено два информационных уровня:
- файловый уровень — DICOM File (DICOM-файл) — объектный файл с теговой организацией для представления кадра изображения (или серии кадров) и сопровождающей или управляющей информации (в виде DICOM-тегов);
- сетевой (коммуникационный) — DICOM Network Protocols (сетевой DICOM-протокол) — для передачи DICOM-файлов и управляющих DICOM-команд по сетям с поддержкой TCP/IP.

## DICOM-файл

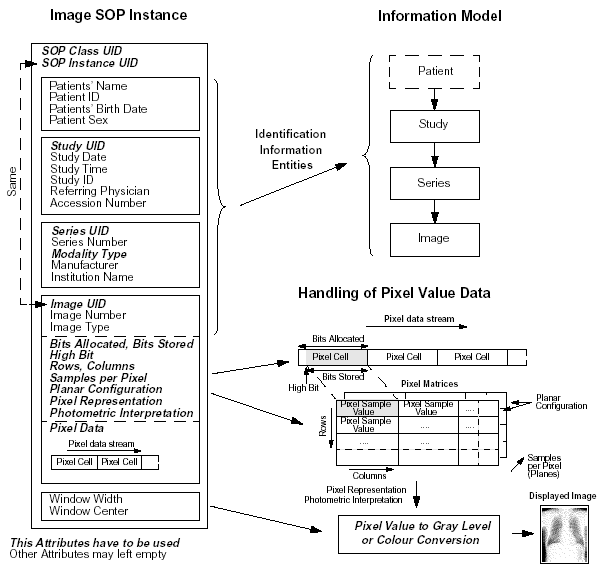
Информационная модель DICOM.

DICOM-файл — объектно-ориентированный файл с теговой организацией, информационная модель стандарта DICOM для DICOM-файла четырёхступенчатая:
пациент (patient) → исследование (study) → серия (series) → изображение (кадр или серия кадров, image).
Файловый уровень стандарта DICOM 3.0 редакции 2008 года описывает:
- атрибуты и демографические данные пациента;
- модель и фирму производителя аппарата, на котором проводилось обследование;
- атрибуты медицинского учреждения, где было проведено обследование;
- атрибуты персонала, проводившего обследование пациента;
- вид обследования и время его проведения;
- условия и параметры проведения исследования пациента;
- параметры изображения или серии изображений, записанных в DICOM-файле;
- уникальные ключи идентификации Unique Identifier (UID) групп данных, описанных в DICOM-файле.
- изображение, серию или набор серий, полученных при обследовании пациента.
- представление, в первую очередь, PDF-документов в DICOM-файле.
- представление DICOM-записи на оптические носители, включая DVD-формат.
- DICOM-протокол для передачи и приёма по TCP/IP.

## Модальности медицинских изображений в стандарте DICOM 3.0
Хранение изображений, полученных с помощью диагностического оборудования, осуществляется в стандарте DICOM 3.0.
Типы (модальности) поддерживаемых стандартом DICOM медицинских изображений представлены ниже:
- EPS — Электрофизиология сердца (Cardiac Electrophysiology);
- CR — Компьютерная рентгенография (Computed Radiography);
- CT — Компьютерная томография (Computed Tomography);
- DX — Цифровая рентгенография (Digital Radiography);
- ECG — Электрокардиография (Electrocardiography);
- ES — Эндоскопия (Endoscopy);
- XC — Наружная фотография (External-camera Photography);
- GM — Микроскопия общего назначения (General Microscopy);
- HD — Кривые кровотока (Hemodynamic Waveform);
- IO — Рентгенография ротовой полости (Intra-oral Radiography);
- IVUS — Внутрисосудистый ультразвук (Intravascular Ultrasound);
- MR — Магнитно-резонансная томография (Magnetic Resonance);
- MG — Маммография (Mammography);
- MS — Микроскопия (Microscopy);
- NM — Ядерная медицина (Nuclear Medicine);
- OP — Офтальмологическая фотография (Ophthalmic Photography);
- PX — Панорамная рентгенография (Panoramic X-Ray);
- PT — Позитронно-эмиссионная томография (Positron emission tomography);
- RF — Рентгенофлюороскопия (Radiofluoroscopy);
- RG — Рентгенография (Radiographic imaging);
- SM — Слайд-микроскопия (Slide Microscopy);
- US — Ультразвуковая диагностика (Ultrasound);
- XA — Рентгеновская ангиография (X-Ray Angiography);
- BI — Биомагнитные изображения (Biomagnetic imaging);
- CD — Цветовое доплеровское картирование (Color flow Doppler);
- DD — Двойное доплеровское картирование (Duplex Doppler);
- DG — Диафанография (Diaphanography);
- LS — Поверхностное лазерное сканирование (Laser surface scan);
- ST — Однофотонная эмиссионная компьютерная томография (Single-photon emission computed tomography (SPECT));
- TG — Термография (Thermography);
- HC — Твердая копия (Hard Copy);
- AU — Аудиозаписи (Audio);
- SR — Документ структурированного отчёта (SR Document);
- SMR — Стереометрическое взаимодействие (Stereometric Relationship);
- OT — Другое (Other).

Secondary Capture (SC) не является модальностью в рамках стандарта. SC относится к методам получения изображений, к примеру:
- оцифровка аналогового видеосигнала с помощью плат и устройств захвата изображений (обычно ставятся между компьютером диагностического устройства и его монитором);
- оцифровка изображений, экспонированных на повторно используемые аналоговые носители (в специальных устройствах, поставляемых в составе PACS-систем);
- сканирование рентгеновских плёнок на специализированных и офисных сканерах;
- захват содержания экрана монитора;
- сканирование бумажных документов, например распечаток электрокардиограмм;
- съём изображений с устройств, порождающих изображения без привязки к определённой модальности, например: видеопетля трехмерной реконструкции или субтракционной ангиографии.

## Сетевой DICOM-протокол

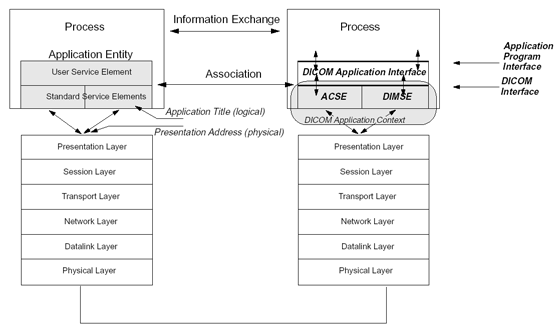
Представление уровней DICOM- и TCP/IP-протоколов.

Сетевой DICOM-протокол использует TCP/IP для передачи медицинской информации от медицинского оборудования в PACS и для связи между PACS. Протокол трёхуровневый — нижний, сразу над TCP — DUL (DICOM Upper Layer); над ним — сервисы: DIMSE (DICOM Message protocol) и ACSE (Association Control protocol — standard OSI protocol); и выше — DICOM Application Interface. Над ними расположено приложение (Medical Imaging Application).
Стандарт DICOM позволяет производить интеграцию медицинского оборудования разных производителей, включая DICOM-сканеры, DICOM-серверы, автоматизированные рабочие места и DICOM-принтеры в единую радиологическую или медицинскую информационную систему.
Стандарт DICOM включает в себя ряд сетевых (основных) сервисов:
- DICOM Store (сервис хранения) — запоминание (сохранение) изображений и другой информации;
- DICOM Query/Retrieve (сервис запросов) — запрос и получение списка пациентов или исследований с другого DICOM-устройства.
- DICOM Media Store (сервис сохранения на медиа) — сохранение данных на носителях информации для обмена данными.
- DICOM SCP (Service Class Protocol) — реализует роль сервера в DICOM-сети.
- DICOM SCU (Service Class User) — реализует роль клиента в DICOM-сети.
- DICOM Modality Worklist («рабочий список исследований») — список требуемых для пациентов исследований, который может быть получен запросом пользователя к RIS-системе.
- DICOM Print (сервис печати) — DICOM-печать, на специализированных DICOM-принтерах (плёночных высокого разрешения или полноцветных), работающих по DICOM-протоколу.

Стандарт DICOM включает в себя основные сетевые команды, каждая из которых осуществляет как запрос (request) — в основном отправляет «клиент» (SCU), так и отклик (response) — в основном отвечает «сервер» (SCP):
- Echo — проверяет наличие DICOM-соединения между двумя DICOM-устройствами;
- Find — осуществляет поиск DICOM-элементов или DICOM-файлов пациентов на выбранном DICOM-устройстве;
- Get — считывает DICOM-элементы пациентов с выбранного DICOM-устройства;
- Set — устанавливает DICOM-элементы на выбранном DICOM-устройстве;
- Store — сохраняет DICOM-элементы или DICOM-файлы на выбранном DICOM-устройстве;
- Move — копирует (переносит) DICOM-элементы или DICOM-файлы пациентов с одного DICOM-устройства на другое.